# 桐生市立梅田中学校
桐生市立梅田中学校（きりゅうしりつ うめだちゅうがっこう）は、群馬県桐生市梅田町二丁目にある公立中学校。

## 規模
- 2019年現在

1年生：19名
2年生：20名
3年生：27名
合計：66名

## 所在地
- 群馬県桐生市梅田町二丁目甲382

## 校歌
- 作詞 - 鈴木 比呂志
- 作曲 - 服部 正

## 歴史
- 1947年（昭和22年）4月19日 - 梅田村立梅田中学校として開校。
- 1953年（昭和28年）9月1日 - 校歌が制定される。
- 1954年（昭和29年）10月1日 - 梅田村の桐生市合併に伴い桐生市立梅田中学校に改称。
- 1962年（昭和38年）4月1日 - 校章が変更される。
- 1968年（昭和43年）4月1日 - 入日駒中学校が編入される。
- 1985年（昭和60年）4月15日 - 新校舎が落成する。
- 1991年（平成3年）7月29日 - プールが完成する。
- 1997年（平成9年）11月29日 - 開校50年記念式典が行われる。
- 2016年（平成28年）11月5日 - 創立70周年記念式典が行われる。

## 年間行事
- 4月 - 入学式・始業式
- 5月 - 梅田清流コンサート
- 6月 - 期末テスト
- 7月 - 1学期終業式
- 8月 - 2学期始業式
- 9月 -
- 10月 -
- 11月 -
- 12月 - 2学期終業式
- 1月 - 3学期始業式
- 2月 -
- 3月 - 終業式・卒業式

## 部活動
- バスケットボール（男子のみ）
- ソフトテニス（女子のみ）
- バレーボール（女子のみ)
- 卓球
- 文化芸術

## 学区
- 梅田町1丁目～5丁目[1]
- 菱町5丁目の一部

## 学校周辺
- 桐生市立梅田南小学校
- 桐生川
- 群馬県道・栃木県道66号桐生田沼線